# Thaddäus Blattner
Thaddäus Blattner (* 1824 in Oberstdorf; † 17. März 1895 in Oberstdorf) war ein bayerischer Bergführer und Jagdgehilfe. Er bestieg zahlreiche Allgäuer Berge zum ersten Mal.

## Leben
Blattner wuchs in Oberstdorf auf. Er galt bereits als Jugendlicher als gewandter und kräftiger Kletterer und Gamsjäger.
1852 sollte Blattner sich vor dem Landgericht Sonthofen  wegen einer Körperverletzung mit Todesfolge verantworten, da er am 24. Juni 1851 nachts betrunken im Affekt den Bauernsohn Wilhelm Tauscher in Oberstdorf mit einem Sappie derart auf den Kopf geschlagen haben soll, dass dieser Tags darauf verstarb. Der Vorfall stand in Zusammenhang mit einem Kampf zwischen Blattner und Tauscher auf dem Jahrmarkt am Johannistag. Als der Gendarm Blattner zur Verhandlung nach Sonthofen abführen sollte, entkam dieser bei Langenwang unter dem Vorwand, seine Notdurft verrichten zu müssen, in den Wald. Im Folgenden verbarg er sich in den Allgäuer Alpen und betätigte sich als Wilderer. Dabei bewohnte er eine kleine Holzhütte über dem Oytal am Riffenkopf, welche Blattners Gündle genannt wurde. Auf die Bitte von Blattners Freunden hin vermittelte der spätere Prinzregent Luitpold in dieser Angelegenheit. Blattner stellte sich daraufhin und erhielt eine Haftstrafe von wenigen Jahren. Anschließend ließ er sich wieder in Oberstdorf nieder. Im Gegenzug löste Luitpold das Versprechen ein, Blattner als Jagdgehilfen einzustellen. Ebenfalls in Luitpolds Diensten stand der Leibjäger Leo Dorn, mit welchem Blattner befreundet war und zahlreiche Aufstiege im Allgäu durchführte.
Blattner heiratete und bekam mit seiner Frau fünf Kinder. Im Jahre 1874 kaufte er einen Bauernhof am Kühberg bei Oberstdorf, in welcher er eine Sommerschänke und Alpwirtschaft betrieb.

## Alpinismus
Hermann von Barth erwähnt, dass Blattner 1869 den Westgrat der Höfats im Abstieg begangen habe. Ihm wird auch die Errichtung eines Gipfelkreuzes zwischen 1854 und 1857 zugeschrieben. In den 1850er-Jahren führten Blattner und Leo Dorn auch die ersten Besteigungen des Höfats Westgipfels über den Nordgrat sowie das Zweiten Gipfels über den Nordostgrat durch.
1857 gelang Blattner die erste Besteigung des Biberkopfes über die Nordflanke. Als Gast führte er hierbei den Memminger Bezirksarzt August Holler.
Angeblich soll Blattner auch das Gipfelkreuz des Schneck über den schmalen Gipfelgrat getragen haben.
Hermann von Barth bezeichnete Blattner einst mit Bezug auf die Höfats als "berühmtesten Bergsteiger der Umgebung".